# Danthoniopsis aptera
Danthoniopsis aptera är en gräsart som beskrevs av R.I.S.Correia och Constantine John Phipps. Danthoniopsis aptera ingår i släktet Danthoniopsis, och familjen gräs.
Artens utbredningsområde är Angola. Inga underarter finns listade i Catalogue of Life.